# Fanagalo
Fanagalo eller Fanakalo (fana ga lo ’lik detta, på det viset’, kuluma fana ga lo ’prata på det viset’) är ett pidginspråk som används i södra Afrika. Det baserar sig i huvudsak på zulu och andra därmed nära besläktade ngunispråk. I fanagalos ordförråd finns också ord från engelska och afrikaans.
Språket användes först mellan vita och deras svarta tjänstefolk, därav beteckningen "Kitchen Kafir". Under 1900-talet användes det som kommandospråk i Sydafrikas gruvor, men också i Sydrhodesia (Zimbabwe) och Nordrhodesia (Zambia). För användandet i gruvorna standardiserades det i viss mån. Efter apartheidregimens fall förlorade språket i popularitet. 